# 오픈 그룹
오픈 그룹(영어: The Open Group)은 현재 300개가 넘는 단체가 소속해 있는 업체 및 기술 중립 산업 연합체이다. X/Open이 개방 소프트웨어 재단과 병합된 1996년에 설립되었다. 제공되는 서비스로는 전략, 관리, 혁신 및 연구, 표준, 인증, 테스트 개발이 있다. 오픈 그룹은 국제적인 산업체 컨소시엄으로서, 유닉스 상표의 인증기관이며, 추후 POSIX 표준으로 확대되는 단일 유닉스 규격(SUS)이라는 표준을 발표하였다. 오픈 그룹은 산업 표준 기업 구조 프레임워크 TOGAF 표준도 개발하고 관리하고 있다.

## 주요 기관및 기업
- 켑제미나이
- 후지쯔
- 오라클
- HPE
- 오르버스 소프트웨어
- IBM
- 화웨이
- 필립스
- 미국 국방부
- 미국 항공우주국

## 발명 및 표준
- ArchiMate 기술 표준[4]
- 콜 레벨 인터페이스 (CLI, 곧 ODBC의 기초)
- 공통 데스크톱 환경 (CDE)
- 분산 컴퓨팅 환경 (DCE, 곧 DCOM의 기초) - http://opengroup.org/comsource 보관됨 2020-01-13 - 웨이백 머신에서 확인 가능
- DRDA (분산 관계형 데이터베이스 구조: Distributed Relational Database Architecture)
- 모티프 GUI 위젯 툴킷 (CDE에서 사용)
- 오픈 그룹 서비스 통합 성숙 모델 (OSIMM, The Open Group Service Integration Maturity Model)[5]
- 단일 유닉스 규격 (SUS)
- SOA 소스 북(Source Book)[6]
- TOGAF (기업 구조 프레임워크: Enterprise Architecture Framework)[7]
- 응용 프로그램 응답 관리 (Application Response Measurement, ARM) 표준
- CMPI (Common Manageability Programming Interface) 표준
- UDEF (Universal Data Element Framework) 표준
- XA 규격